# În valea Marelui Fluviu
În valea Marelui Fluviu este un roman de aventuri scris de Felix Aderca în 1955. A fost publicat de Editura Tineretului în Colecția Cutezătorii.